# Civil Service United FC
Der Civil Service United Football Club-Civo, auch bekannt als CIVO United, ist ein malawischer Fußballverein aus Lilongwe. Aktuell (Stand Mai 2024) spielt der Verein in der ersten Liga.

## Namenshistorie
| Jahr            | Ereignis                                                                       |
| --------------- | ------------------------------------------------------------------------------ |
| 1995            | Gründung als Pakeeza Football Club                                             |
| 200?            | Umbenennung in Pakeeza Blue Stars Football Club                                |
| 200?            | Umbenennung in Electrical Power & Accessories Contractors United Football Club |
| 9. Mai 2017     | Umbenennung in Civil Sporting Club                                             |
| 24. Januar 2020 | Umbenennung in Civil Service Football Club                                     |

## Erfolge
- Malawischer Meister: 1987
- Malawischer Pokalsieger: 2015
- Malawischer Pokalfinalist: 2009, 2010

## Stadion
Der Verein trägt seine Heimspiele im CIVO Stadium in Lilongwe aus. Das Stadion hat ein Fassungsvermögen von 25.000 Personen.